# Корисні копалини Панами
Корисні копалини Панами. 

## Загальна характеристика
Країна багата на поклади молібдену та міді. Є золото, срібло (див. табл.).
Таблиця. – Основні корисні копалини Панами станом на 1998-1999 рр.
| Корисні копалини | Запаси       | Запаси   | Вміст корисного компоненту в рудах, % | Частка у світі, % |
| Корисні копалини | Підтверджені | Загальні | Вміст корисного компоненту в рудах, % | Частка у світі, % |
| Золото, т        | 98           | 178      | 1,7 г/т                               | 0,2               |
| Мідь, тис. т     | 13500        | 31300    | 0,77 (Cu)                             | 2                 |
| Молібден, тис. т | 227          | 384      | 0,015 (Мо)                            | 2,5               |
| Срібло, т        | 900          | 1200     | 10 г/т                                | 0,2               |

## Окремі види корисних копалин
Мідь, золото, срібло. У 1968 в Серро-Колорадо (пров. Чиріки) було відкрите одне з найбільших світових родовищ міді. Невеликі запаси міді знаходяться в Серро-Петакільє; розвідані, але ще не оцінені поклади міді в Серро-Чойча і Ріо-Пінто. У провінції Верагуас в 1980 були розвідані родовища золота і срібла. 
Нафта. Нафтові родовища відкриті в 1980 на шельфі поблизу островів Блас і за 180 км на схід від міста Панама. 